# رايموند هيرد
رايموند هيرد (بالإنجليزية: Raymond Heard)‏ هو محرر جنوب أفريقي، ولد في 1935.